# Filip Jančík
Filip Jančík (* 21. listopadu 1974 Prachatice) je český herec a dabingový režisér. V dětství a dospívání působil v Divadle Jiřího Wolkera a následně čtyři roky hrál v Hudebním divadle Karlín. V roce 1993 hrál ve filmu Záhada hlavolamu a o rok později ve filmu Vekslák aneb staré zlaté časy.
Pracuje jako dabingový režisér a také se výrazně věnuje dabingovému herectví, namlouval například postavu Codyho v seriálu Krok za krokem, Randyho Dishera v seriálu Můj přítel Monk nebo hlas psa Ftefana v reklamě na limonádu Kofola. V roce 2019 načetl audioknihu Gate C30 (vydala Audiotéka). Mezi jeho spjaté herce patří například Cillian Murphy, Ryan Gosling, Bradley Cooper, Paul Walker.
Jeho manželkou je tanečnice Dita Jančíková.

## Herecká filmografie

### Film
- Páni Edisoni (1987)
- Záhada hlavolamu (1993)
- Vekslák aneb Staré zlaté časy (1994)
- Král sokolů (2000)
- Jánošík – Pravdivá historie (2009)
- Oko ve zdi (2009)
- Colette (2013)
- Jak jsme hráli čáru (2014)

### Televize
- Pochodeň (1992) – seriál
- Iguo Igua (2003) – TV film
- Kriminálka Anděl (2010) – seriál, 1 díl
- Modrý kód (2019) – seriál, 1 díl